# GunZ: The Duel
GunZ era un videogioco MMOTPS ovvero Massively Multiplayer Online Third Person Shooting in 3d, sviluppato dalla coreana MAIET Entertainment. Mentre l'edizione Internazionale era ancora in versione beta, quella Coreana e Giapponese si poteva considerare completa.
Era un free-to-play, con la possibilità di acquistare tramite pagamento online di oggetti premium.
Il gioco permetteva ai giocatori performance esagerate, alcuni movimenti che sfidavano la forza di gravità, come per esempio le camminate sui muri sia in orizzontale che in verticale stile Matrix, o la deviazione dei proiettili con le spade stile anime. La prima versione del gioco fu pubblicata nel giugno del 2005, questa finì l'8 novembre 2006. Per quanto riguarda GunZ: The Duel la versione beta iniziò il 15 novembre 2006 e finì il 29 dello stesso mese.

## Modalità di gioco
Vi erano 2 clan war server, 1 match server e 7 quest server; per un totale di 10 server, ciascuno capace di contenere 1200/2000 giocatori. Entrati nella Hall di uno di questi si trovavano le varie room in alto e la chat in basso. Il gioco consisteva nel creare un proprio personaggio personalizzato. Infatti oltre alle caratteristiche facciali (personalizzabili solo all'inizio) si potevano scegliere anche i vestiti e le armi che non si limitavano a quelle da fuoco, ma anche alla vasta gamma di armi bianche. Inoltre è stato aperto un negozio online in cui vi era possibile acquistare armi, vestiario e oggetti con soldi veri (fino ad un massimo di 90$ al mese con paypal e di 200$ al mese pagando cash). Il gioco era simile per molti elementi a S4 League. Nessun limite alle acrobazie come detto prima, a parte la bravura del giocatore. Il sistema di crescita era basato sull'accumulo di punti EXP (punti esperienza), che venivano ottenuti all'uccisione degli avversari. Per rendere questo sistema meno monotono i programmatori hanno pensato di creare dei bonus che venivano assegnati quando si eliminavano molti nemici in poco tempo o quando si colpiva alla testa un avversario.
Nella modalità Quest, i giocatori, spesso organizzati in un gruppo formato da massimo 4 persone, si muovevano all'interno di diversi luoghi della mappa per un certo numero di round, i quali venivano determinati dal livello di difficoltà della quest stessa. In ogni round, i giocatori dovevano uccidere da 18 a 44 creature. Le mappe delle quest erano: Mansion, Prison e Dungeon.
I giocatori potevano utilizzare speciali items per incrementare il livello della quest; tali items potevano essere acquistati nel negozio all'interno del gioco oppure droppate (ottenute) durante la quest. I giocatori potevano, inoltre, accedere alla quest del boss, combinando due diversi items i quali erano ottenibili mediante le pages, un item acquistabile all'interno del negozio, oppure durante un'altra quest del boss.
Una parte unica e significativa del gioco era il sistema di movimento. I giocatori potevano correre sui muri, arrampicarsi, e fare acrobazie a mezz'aria in qualsiasi direzione. Uno stile di combattimento avanzato era comunemente chiamato "K-Style" o Korean style. Questa tecnica sfruttava l'animazione del gioco e il sistema di cambiamento delle armi che permettevano al giocatore di eseguire velocemente diverse azioni.

## Sviluppo
Lo sviluppo della beta per ijji è iniziata il 15 novembre 2006 e terminata il 29 novembre 2006. Esso includeva le guerre fra clan e le quest. Il negozio online per gli oggetti premium è stato aperto l'8 gennaio 2007. La modalità Quest è stata aggiornata il 14 febbraio 2007. Nuovi suoni e narrazioni vocali sono state aggiunte al gioco il 9 maggio 2007.
Nel 2011 il codice sorgente di GunZ 1.5 divenne accessibile online.
Il gioco è stato gestito da ijji, una piattaforma di distribuzione digitale di videogiochi, fino a quando la gestione è passata alla piattaforma Aeria Games nel marzo 2012.
Il gioco fu poi dismesso da Aeria Games, che ne diede annuncio circa un mese prima, il 31 maggio 2013, mentre i forum furono dismessi il 30 giugno dello stesso anno.
Nel 2016 Masangsoft ha raccolto i diritti di GunZ: The Duel e GunZ 2.

## Sequel
Nel luglio 2008 MAIET ha firmato un contratto per la pubblicazione del sequel di GunZ, sotto il titolo di GunZ: The Second Duel. The Second Duel è stato creato in linea con quello che i creatori avevano originariamente programmato per il gioco originale. Nel marzo 2009 MAIET ha riportato la data di uscita che oscillava tra il 2009 e il 2011.
La prima versione del gioco coreana fu pubblicata nel 2011. Il gioco completo fu pubblicato e distribuito da Steam in Europa nel dicembre 2013, e negli Stati Uniti il 17 febbraio 2014.